# Michel Dalberto
Michel Dalberto (París, el 2 de junio de 1955) es un pianista y director de orquesta francés.

## Biografía
Criado en una familia no vinculada con la música de orígenes delfineses y piamonteses, que lo adoptó a su nacimiento, Michel Dalberto estudió en el Conservatorio de París con Vlado Perlemuter y Jean Hubeau.
Logra el Premio Clara-Haskil en 1975 y el 1.er premio del Concurso internacional de piano de Leeds en 1978.
Ha sido invitado a los festivales de Edimburgo, Lucerna, Aix-en-Provence, La Roque de Anthéron, La Grange de Meslay, Schleswig-Holstein, Mayo Musical de Florencia, Lanaudière, Newport. En música de cámara, ha colaborado sobre todo con Boris Belkin, Renaud Capuçon, Vadim Repin, Truls Mork, Henri Demarquette, Paul Meyer, los cuartetos Modigliani y Ebène. Ha acompañado también Barbara Hendricks, Jessye Norman, Stephan Genz…
De 1990 a 2004, es codirector artístico de la Academia-Festival de los Arcs en Saboya.
De 1991 a 2009, preside el jurado del concurso Clara-Haskil a Vevey. A partir de 2010 es miembro del comité de organización.
Ha dado de numerosas máster-clases en Japón, en Corea, en China, en Italia, en Inglaterra y en Canadá. De 2005 a 2009 enseña en la Accademia Pianistica "Incontri col Maestro" de Imola.
Es profesor de piano en el Conservatoire de París desde septiembre de 2011.
Desde 2006 dirige orquestas en Francia, en Inglaterra, en China, en Japón, en Hungría…
Miembro del Club del Cien desde 2002, es un gastrónomo consumado. Practica regularmente el esquí y el buceo submarino y es aficionado a los coches antiguos y de Fórmula 1.
Ha sido nombrado chevalier de la orden nacional del Mérito de Francia en 1996.

## Discografía selecta
- 1981 – Beethoven: Las 7 primeras sonatas para piano (Erato, Warner).
- 2004 – Beethoven: Sonatas para violonchelo y piano. Con Henri Demarquette (DVD, Armide).
- 1982 – Brahms: 4 Balladas, Tres intermezzi op.117, Klavierstücke op. 118 (Erato, Warner).
- 2008 – Brahms: 3 sonatas para violonchelo y piano. Con Henri Demarquette (Warner).
- 1981 – Chausson: Poema del amor y de la mar, Canción perpetua, Melodías. Con Jessye Norman, Orquesta Fil. de Montecarlo, dir. Armin Jordan (Erato).
- 1999 – Debussy: Preludios e Imágenes del libro 1 (RCA).
- 1992 – Fauré: Melodías. Con Barbara Hendricks (EMI).
- 2012 – Fauré: Integral de la música de cámara. Con Renaud Capuçon, Gautier Capuçon, Cuarteto Ebène (Virgin).
- 1992 – Grieg: Concierto para piano, R. Strauss: Burlesque; Franck: Variaciones sinfónicas. Con Philharmonia Orq., dir. Jean-Bernard Pommier (Denon).
- 1993 – Liszt: 2º año de peregrinación Italia (Denon, reedición Piano Classics).
- 2004 – Liszt: Un piano a la ópera, paráfrasis sobre aires de óperas de Verdi y Wagner.
- 2001 – Mozart: Conciertos para piano n.º 20 y 22. Con el Ensemble orchestral de París, dir. John Nelson. (RCA).
- 1981 – Mozart: Conciertos para piano n.° 18 y 25. Con la Orquesta de Cámara de Lausana, dir. Armin Jordan (Erato).
- 1989-96 – Schubert: Integral de la obra para piano (14 CD, Denon, reedición Brilliant Classics).
- 2005 – Schubert: Impromptus, Momentos musicales, Wanderer-Fantasie (RCA).
- 2010 – Schubert: Winterreise, ciclo de Lieder. Con Stephan Genz (La Dogana).
- 1981 – R. Schumann: Humoreske op. 20,  Waldszenen op. 82 y Variaciones Abegg op. 1 (Erato).
- 1984 – R. Schumann: Kreisleriana op. 16, Fantasía en do mayor op. 17 (Erato, Warner).
- 1993 – R. Schumann: Integral de las obras para piano y orquesta. Con Wiener Symphoniker, dir. Eliahu Inbal (Denon).
- 1995 – R. Schumann: Myrthen, Gedichte der Königin Maria Stuart. Con Nathalie Stutzmann (Erato).